# پوتیهی

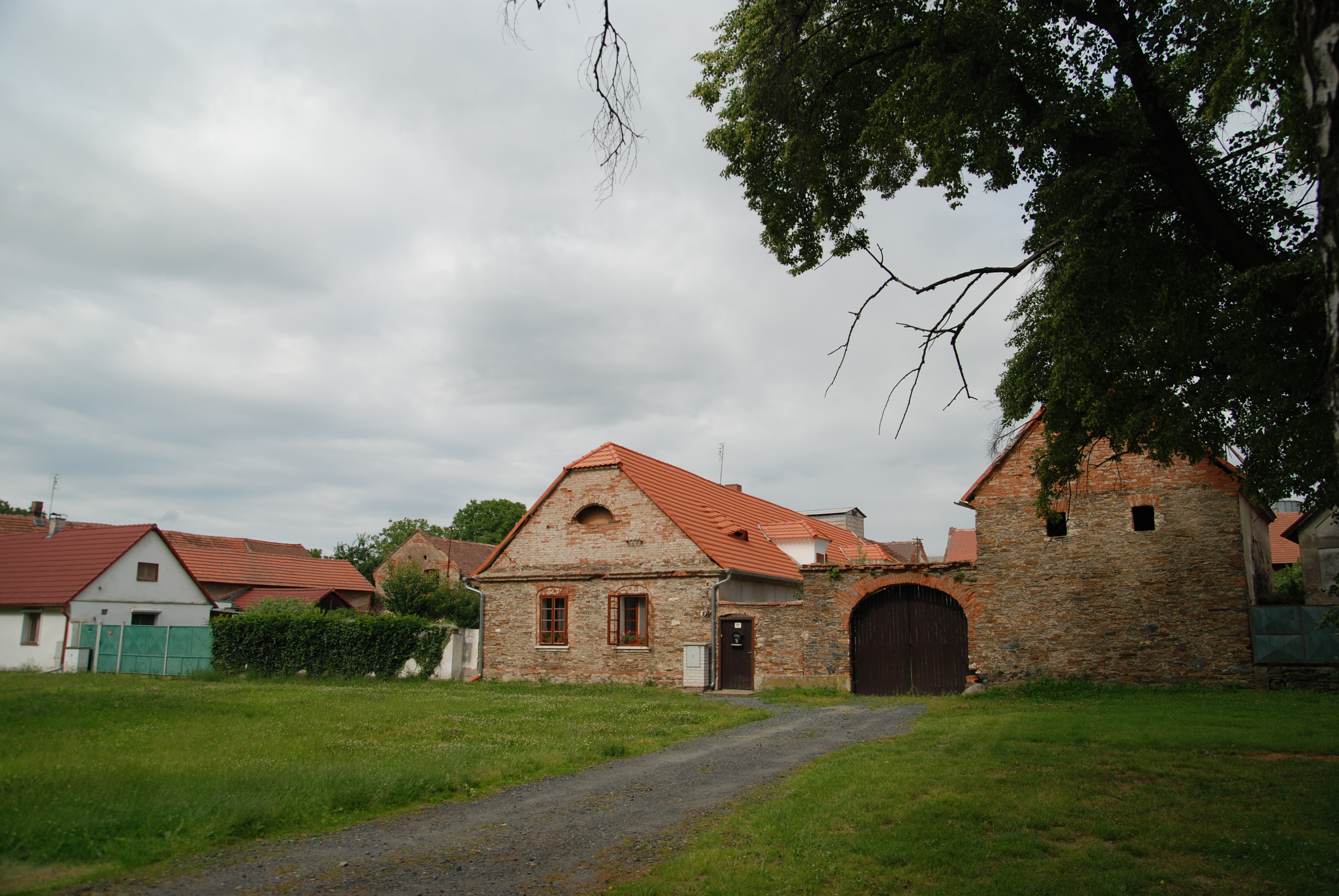
مرکز منطقه پوتیهی

پوتیهی (به چکی: Potěhy) یک منطقهٔ مسکونی در جمهوری چک است که در ناحیه کوتنا هورا واقع شده‌است.